# Maricopa (Kalifornija)
Maricopa je grad u američkoj saveznoj državi Kalifornija. Prema popisu stanovništva iz 2010. u njemu je živjelo 1.154 stanovnika.